# 香港高鐵爭議
香港高鐵爭議是指於2009年下半年香港政府在推動整個廣深港高速鐵路香港段計劃時，在財政支出、回收土地，以及是車站選址、設計等問題上，引起了香港社會人士關注與彼此之間的衝突。最終高鐵香港段撥款獲香港立法會通過，但此後項目興建多次延期和超支，以及内地口岸区轄權爭議，使高鐵至今仍是爭議性議題，不少問題仍未解決。

## 背景
廣深港高速鐵路香港段在規劃初期曾稱為區域快線，香港段起讫於西九龍填海區上的西九龍總站，止於香港與深圳的邊境，總長26公里。途經九龍的油麻地、大角咀、深水埗、新界葵涌、大帽山、石崗、雞公嶺、牛潭尾、米埔等的地底。沿途不設站，只設西九龍總站。

## 支持人士的意見

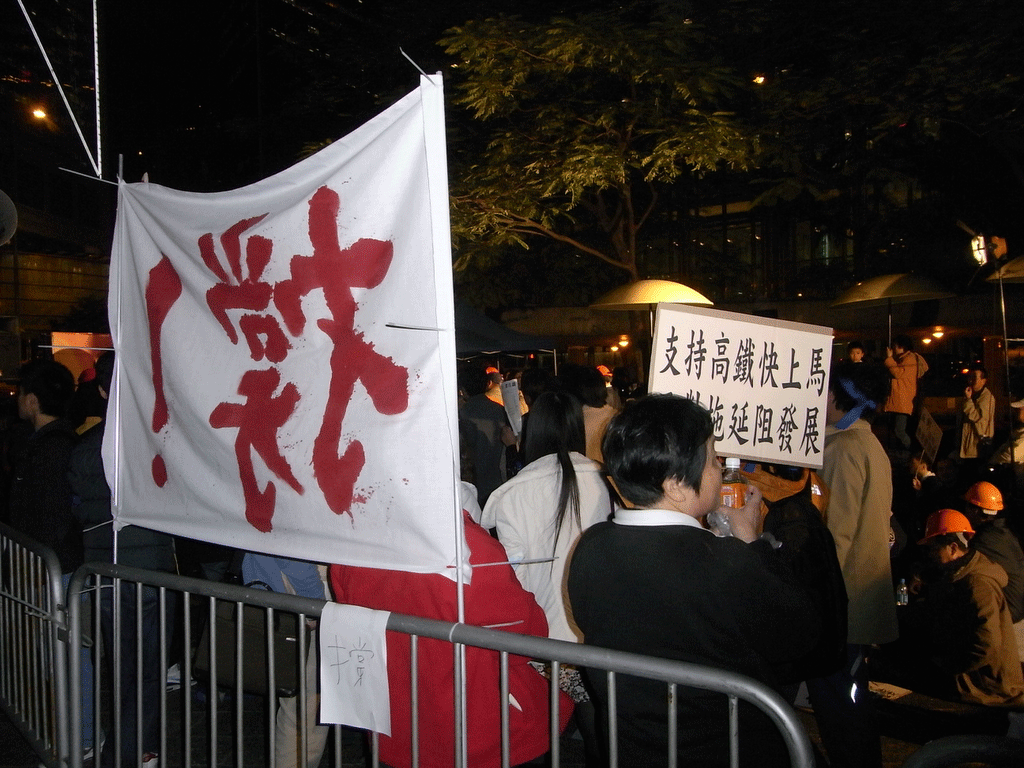
香港撐高鐵運動的一次聚會

### 部分民間人士
數位「三十後」網民發起「撐高鐵大聯盟」Facebook群組，當中四位代表於2010年1月13日在旺角西洋菜街召開記者會。大聯盟主席倫銘佳表示，香港立法會為撥款與否爭論不休，他們認為年輕人不是一面倒反對興建高鐵。他們表示希望透過集會靜坐，爭取立法會盡快通過高鐵撥款，同時向公眾傳達年輕人亦非一面倒反對高鐵的信息。
2010年1月15日傍晚5時45分，「撐高鐵」的靜坐行動開始，直至晚上10時結束。

### 建制派政團
民建聯在1月12日至14日進行的調查顯示，72.2%受訪者支持香港盡快興建高鐵，19.9%不贊成。有75.9%受訪者認為高鐵的興建，有效提升香港的競爭力，及可免被國內邊緣化。此外，就是否贊成立法會在就撥款作出支持決定時，有69.9%受訪者贊成，另19.5%反對。民建聯亦於向政府提交1.2萬個撐高鐵的市民簽名。而十多名自由黨年輕成員於1月14日在立法會門外示威，以支持政府興建高鐵，他們同日也在中環收集簽名撐高鐵，部份人士更高舉抗「拉布」的橫額。
2010年1月15日，支持興建高鐵陣營內，多個親北京社會團體在遮打花園集會。「旅遊界支持高鐵大聯盟」於下午4時許舉行活動，以「為本港長遠經濟、旅遊發展好」的旗號力撐高鐵，估計有近千人參加。大會除派發紅色貼紙及帽，又舞龍舞獅助興，並邀來「演藝王國」表演各式舞蹈如森巴舞及肚皮舞以助聲威。旅遊業議會主席胡兆英指，昨日有五百多人到場支持，又希望以嘉年華形式，預先慶祝高鐵撥款通過。

### 互聯網群組
部份香港市民有鑑於反對高鐵者紛紛組織團體行動抗爭，一面倒的批評為高鐵撥款製造不公平，加上不滿部份反高鐵人士的激烈行動，故在社交網站Facebook設立「撐起高鐵，撐起香港」、「反反高鐵小組」、「九十後撐高鐵」、「八十前後撐高鐵組」等群組，表達支持立法會批准高鐵撥款。其中，「撐起高鐵，撐起香港」群組約有20,000人加入，「九十後撐高鐵」群組則有1,000人。其中，9位80後為主的網民發起「撐高鐵大聯盟」Facebook群組，四位網友代表於1月13日在西洋菜街召開記者會。大聯盟主席倫銘佳表示，立法會為撥款與否爭論不休，他們不能認同社會有意見認為年輕人普遍反對於西九設高鐵總站，希望透過集會靜坐，要求立法會盡快通過西九高鐵撥款，同時向公眾傳達年輕人亦非一面倒反對高鐵的信息。今次「撐高鐵」靜坐行動，於1月15日傍晚5時45分開始，直至晚上10時結束，估計約1,000人參與。倫銘佳呼籲「撐高鐵」的人到時要穿上淺色的衣服。他又表示，未有與「反高鐵」的一方進行聯絡，如果到時雙方發生衝突的話，會交由警方處理，參與靜坐的人亦應保持克制。大聯盟聯絡人杜礎圻是上海復旦大學國際政治系的碩士學生，他表示自己曾乘坐高鐵，認為建造高鐵是大勢所趨，高鐵若再押後興建，成本將會大增至最少1,000億港元。而在夜校就讀會計，22歲的劉志偉表示，高鐵可以吸引內地富人來港消費，有助振興香港經濟。

### 商界
香港旅遊業議會主席胡兆英表示，興建高鐵對香港有百利而無一害，所帶動的經濟效益亦難以估量。他說：「政府估計的旅客數字十分保守，已經沒有計算參加鐵路沿線商務展覽的人流。」他指出，廣州、深圳及東莞等地，不斷有會議展覽中心落成，如果高鐵接駁至香港，可吸引更多商務旅客到訪。
香港總商會、香港中華總商會等6個商會，亦於同年1月14日聯名刊登廣告，表態支持高鐵，期望香港立法會財委會早日通過撥款。
港鐵行政總裁周松崗接受有線電視訪問，公開表態指香港政府方案經濟效益較大，屬較佳方案。

### 部分藝人
- 郭晉安、詹瑞文則明確表示贊成興建高鐵。[10]

## 反對人士的意見
高鐵香港段被部份人批評指草率上馬沒有計劃，工程與鐵路及公路路線重覆、破壞居民的生活狀態、空氣及噪音污染、26公里的高鐵造價超過650億，全球最貴。一個名為「高鐵關注組」的組織成員梁啟智指出，包括上海等10個高鐵站均設於市中心外，原因包括市中心沒有地方；希望透過高鐵站帶動周邊發展等。他力數在西九設站的「七宗罪」，包括造價高昂、接駁困難，受惠人數僅得40萬人等。2009年11月29日數十名反高鐵示威者入晚後仍然在政府總部門外抗議並與警方對峙，深夜有數十名警方機動部隊人員增援。
MyRadio節目主持人蕭若元稱高鐵極不合成本效益，主要為大型建築公司提供盈利之用。
而泛民政黨社會民主連線、公民黨亦強烈反對興建高鐵 。他們於審議政府申請撥款時，在立法會財務委員會上利用不同的方式令表決時間多次延後。
另一方面，不少反對者（尤有不少屬八十後）亦透過facebook、討論區、網誌以至twitter等方式表達對政府高鐵方案的不滿，並於2010年1月8日審議高鐵撥款當天包圍立法會。

### 不同人士與組織的立場
- 公共專業聯盟於2009年至2010年期間，就解決廣深港高速鐵路香港段之爭議，提出錦上路方案，同樣被政府否決。

#### 部分藝人立場
- 周秀娜、黃貫中明確表示反對興建高鐵；歐陽靖表示希望政府顧及菜園村居民，胡定欣及周柏豪表示希望大眾反思其需要性，黃宗澤則指需要考慮到環境保護問題。[17]

### 理據
值得留意的是，大部分反對者其實並不反對興建高鐵，只是質疑現有方案是否合理。不過，文思慧等民間學者採取更堅決的生態立場，指反高鐵「是從香港人要反省對萬物與眾生的基本責任出發，故絕對不會認為改改走線、加多幾個站就會令得高鐵可以接受，更絕不會與最終目標是將新界西北發展為副都市及交通樞紐的所謂綠色planner等「專業人士」有所聯繫，或一同搞甚麼對策」
另外，對以上質疑，文匯報記者羅敬文曾作相關回應，見相關報道。但其回應的中立性受到反高鐵人士的質疑。

### 主要成員
反高鐵停撥款大聯盟活躍之主要成員（部份）包括但不限於：
- 反高鐵行動組
- 香港慢慢發行動組
- 社區文化關注
- 正言匯社
- 關注綜援檢討聯盟
- 街坊工友服務處
- 社區發展陣線
- 香港天主教正義和平委員會
- 香港基督徒學會
- 基督徒關懷香港學會
- 回歸基督精神同盟
- 青台：（Green Radio）DJ主要為青年人，例如快必主持清談節目《小人國》。
- 綠領行動
- 香港永續農業關注協會
- 石崗菜園村關注組
- 大角嘴關注高鐵大聯盟
- 大角咀高鐵問題行動組
- 華景山莊權益關注組
- 菜園村支援組
- 香港理工大學(學生會)關社組
- 大專力撐菜園聯盟
- 中大學生會幹事會
- 中大學生報
- 社工學聯
- 批判地理學會
- 四五行動
- 梁國雄議員辦事處
- 黃毓民議員辦事處
- 網絡電台MyRadio
- 朱凱迪

### 具體行動
- 審議政府申請撥款時，反對興建高鐵港段之泛民主派立法會議員在立法會財務委員會上拉布拖延表決時間。
- 香港80後青年團成員，透過facebook、討論區、網誌、以至Twitter上，發表個人意見，表達反高鐵見解
- 於每次立會舉行審議高鐵撥款會議時，於立法會大樓外集會，觀看會議現場直播，並為反高鐵議員吶喊助威。[20]
- 有年青人參與五區苦行，向市民訴說反高鐵見解。

#### 禮賓府外千人聚集反高鐵
2010年1月15日，反高鐵人士衝破警方防線到達禮賓府後門。數百名原本聚集在立法會外的反高鐵人士，晚上在財委會會議結束後，步行往禮賓府外，途中在上亞厘畢道和警方激烈衝突，警方組成人鏈阻止他們前進，但示威人士衝破警方防線，到達禮賓府後門，坐在地上，要求與行政長官曾蔭權對話，警方在禮賓府外築起防線。

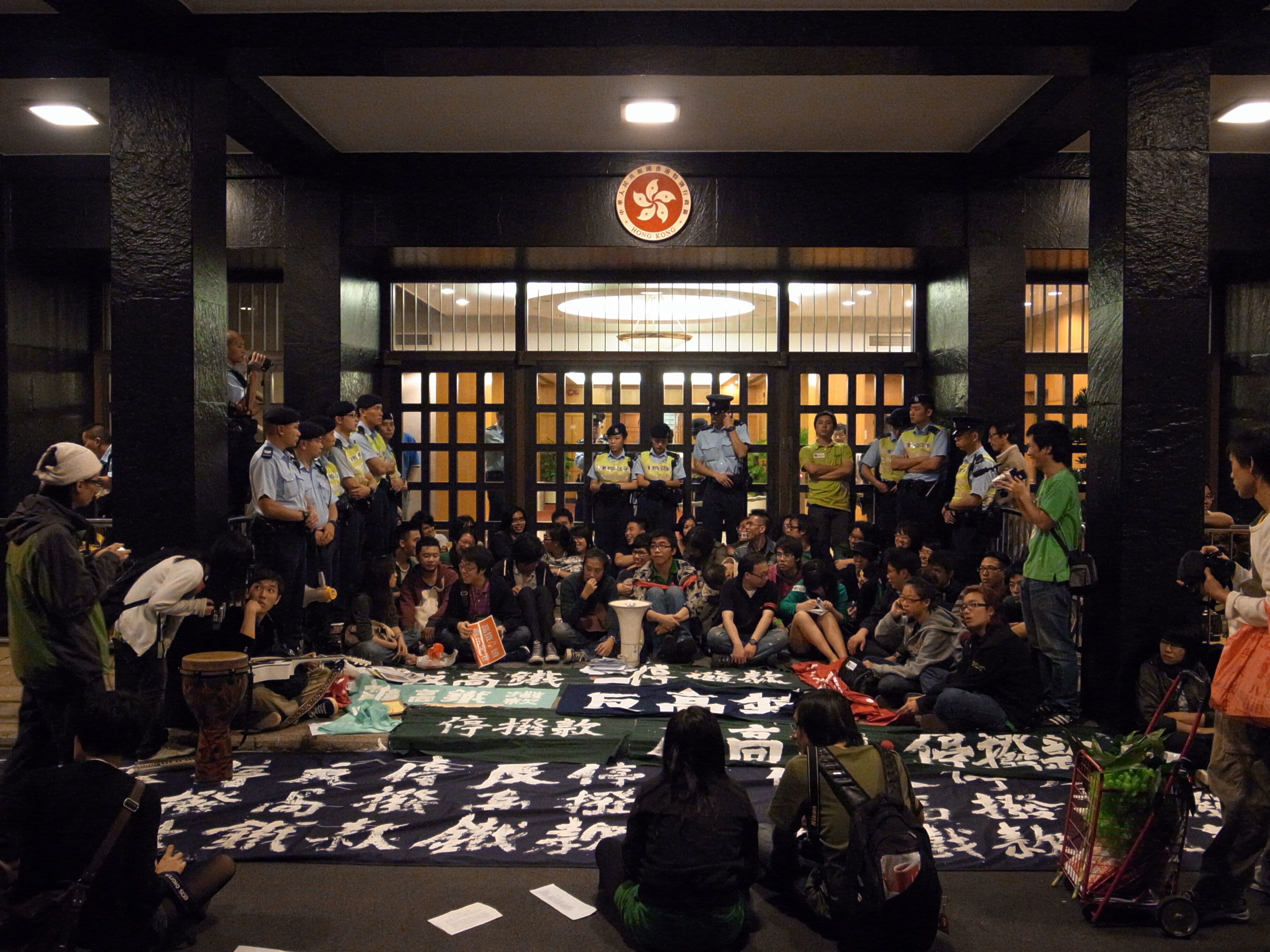
示威者於在政府總部抗議（2009年11月30日）
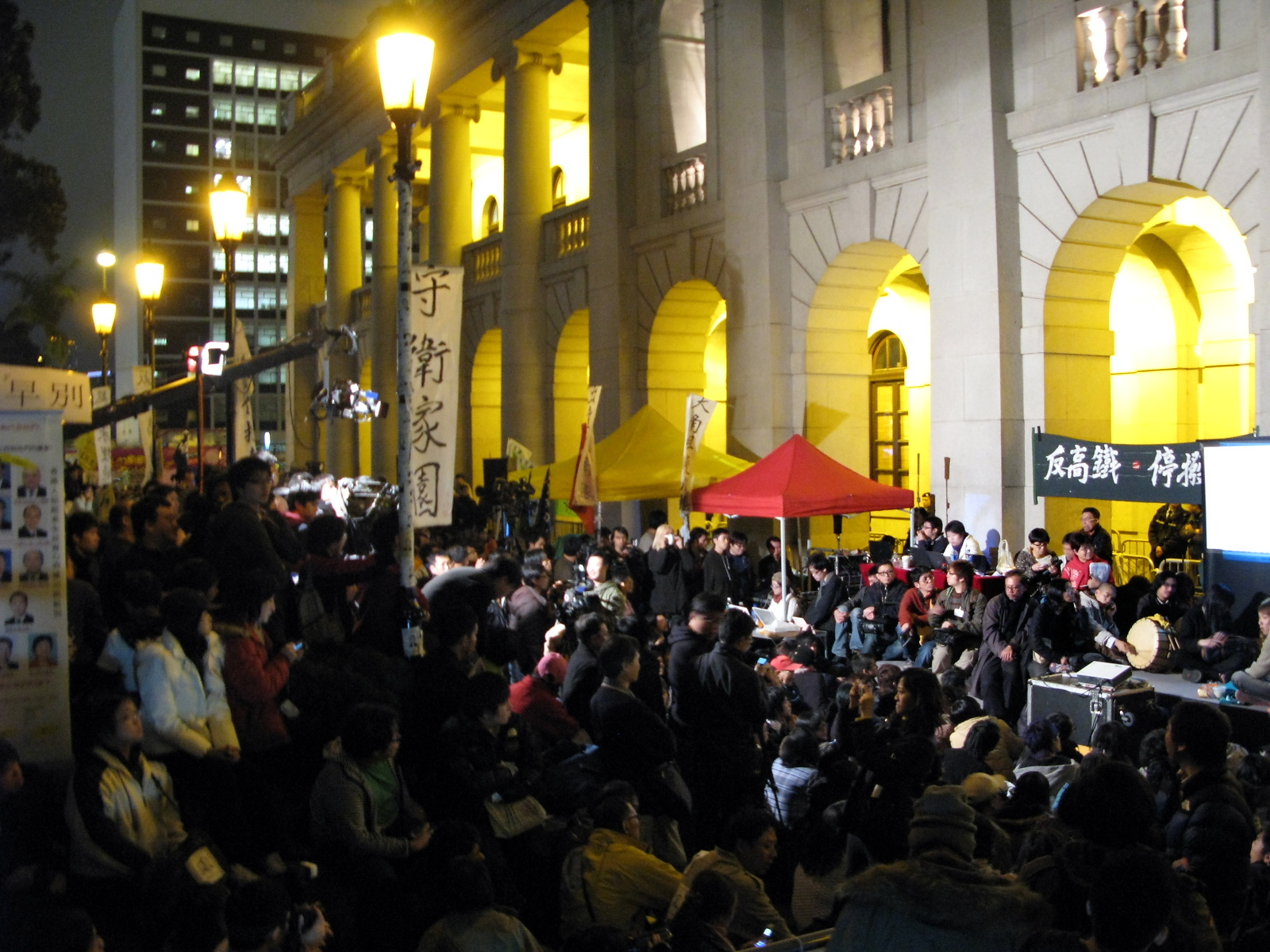
反高鐵於立法會大樓集會（2010年1月8日）
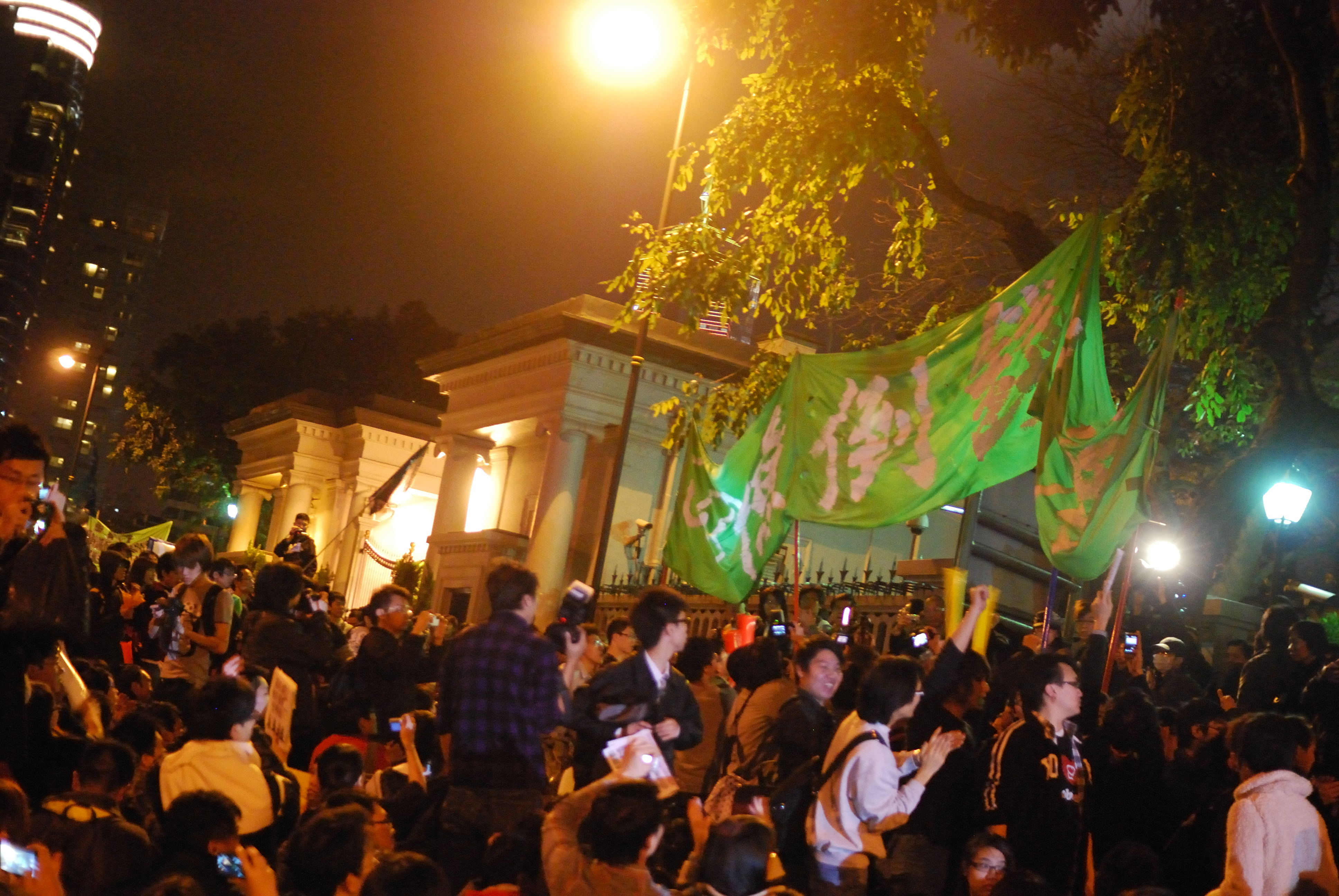
示威者於禮賓府總部集會（2010年1月15日）

## 雙方觀點衝突
| 反對陣營 | 支持陣營 |
| --- | --- |
| 鐵路工程與現有交通路綫重覆：現已有不少途徑供市民往返深港兩地，如跨境巴士、東鐵綫、城際直通車、飛機等。此外，香港現時已有不少公路連接新界北部邊境與市區。 | 高鐵速度更快，乘坐舒適，而且不止可以連接深圳或廣東，可以直連內地大多數樞紐城市。 |
| 破壞居民的生活狀態、空氣及噪音污染：走線除影響元朗區石崗橫台山菜園村一帶居民，亦會影響其他居民，如大角咀不少舊樓的地基就可能受地底下的工程影響，走線亦穿過華景山莊的山下。此外，西九文化區的工程亦可能受高鐵工程影響。 | 由于菜园村现有住所多为在农地上建屋，法律上属临时性房屋，大多数村民没有业权。港府既定政策是要防止这类临时性房屋、寮屋增加，一旦港府开先例，容许搬迁寮屋，形同“默认”寮屋的法定地位，40万已登记的非法寮屋住户便会向当局追索“权利”，日后在新界区推行发展项目时，后果严重。 |
| 26公里的高鐵造價超過650億，為全球造價最貴之鐵路項目。 | 這種說法忽略了通脹的影響，根据政府专家报告分析，若时空统一，英法高铁与香港高铁同时在去年估价兴建，估算英法高铁的每公里造价达38亿元，比香港高铁贵90%，故“香港高铁造价超越英法高铁，成为全球*贵高铁”的论点绝不能成立。另外，反对派也引用邻近地区近年兴建的高铁，包括每公里造价2,440万美元(1.9亿港元)的京沪高铁、4,471万美元(3.5亿港元)的台湾高铁，与香港高铁作直接比较。这种比较方式亦存谬误，因为京沪及台湾高铁属于地面式铁路，而香港高铁采用隧道式兴建，国际上公认的定律是，隧道式比地面式铁路造价高4至10倍，因此直接造价比较亦缺乏科学性。 |
| 高鐵站應該設於市中心外（例如錦上路站）：市中心的交通已受重大壓力，興建高鐵站後相信會令交通問題日趨嚴重。另外，市中心是已高度發展地區，相對下新界北部一帶更需要高鐵站帶起地區經濟發展。而設於西九龍站因挖掘工程亦令造價相應提高。此外高鐵站設於市中心亦不會吸引絕大部分香港乘客乘搭，部分居於新界的市民前往深圳福田站搭乘會更方便。 | 锦上路不是香港未来发展重镇，缺乏配套，加上锦上路站不是旅客来往新界和内地*利便的选择，为以港岛和九龙为起点或目的地的旅客造成不便；相反，西九龙与石壁的情况相若，是香港日后的发展重点，规划配套完备，其5公里半径范围内覆盖香港近30%居住人口及近50%工作人口。 |
| 高鐵不合成本效益，而且除了日本新干线和京沪高铁，全世界的高鐵都不能賺錢。建造費用高昂難以收回成本，其帶來的效益（如製造就業機會、加強內地與香港經濟、旅遊業與文化交流等）也受到質疑。 | 至于台湾高铁亏损是很个别的例子，它在财务安排上早存有问题，台湾高铁部分建造费来自银行借贷，由于回本期长，通车初期未能收支平衡，但每月却要支付10亿新台币的贷款利息，营运更吃紧；另一个更大的“致命伤”是，台湾高铁部分车站设于郊区，大大降低旅客使用高铁的意愿，客流更受打击。香港高铁为免重蹈台湾高铁覆辙，采政府出资兴建，坚持在市区设总站，估计即使粤港经济增长大幅放缓，使高铁客量急跌30%，高铁营运初期毛利率仍达6%，5年后增至39%(见表三)，毋须纳税人年年补贴。                                                                             |
| 沒有一地兩檢（見深圳灣口岸）：所節省的時間可能會被浪費於入境手續之上。由於香港跟中國內地屬於兩個不同的關稅區，故若內地海關人員以一地兩檢名義在香港執法會令WTO質疑香港與中國內地的兩個不同的關稅區的地位。中華人民共和國香港特別行政區基本法第二十二條規定「中央各部門、各省、自治區、直轄市在香港特別行政區設立的一切機構及其人員均須遵守香港特別行政區的法律」，如果實施一地兩檢的話，海關設於每一個位於中國內地境內的每一個站是非常浪費資源，如果設於香港又會違反中華人民共和國香港特別行政區基本法，更甚者，可能會令WTO質疑香港與中國內地的兩個不同的關稅區的地位。 | 見西九龍站内地口岸区 |
| 高估客量：運輸及房屋局副局長邱誠武出席論壇時表示政府估算每日9.9萬的客運量，不過客量估算是否準確遭到各方質疑，公共專業聯盟更指出，現時（2010年）機場快線的客量現時每天只有2.9萬人次，遠未達至90年代籌建時估算的3.9萬，令半個香港站月臺12年來一直荒廢，公共專業聯盟主席黎廣德批評港府對很多基建的預測往往不準確。 | 香港过往的陆路跨境旅客每10年便增加1倍，从1988年每日9.5万人次，增至1998年22.75万人次，至2008年的45.8万人次，当中60%、即每日27.5万旅客经铁路来港，即使未计算20%额外增长的旅客量，以及内地居民来港手续越趋简化带动的客量，假设旅客量维持2008年的水平，9.9万客量*是保守的估算。 |

## 高鐵被指容易傳播病毒
2019年1月14日，《蘋果日報》報導一名懷疑感染中東呼吸綜合症的男子乘坐高鐵抵港。經檢驗後證實該名男子並沒有患上中東呼吸綜合症。翌日《文匯報》批評《蘋果日報》借事件抹黑高鐵，強調不應因患者曾乘搭某種交通工具便要求該交通工具停止運作。
2020年1月23日，一名武漢男子乘坐高鐵抵港後確診患上2019冠狀病毒病。民間人權陣線將事件形容為民主派2017年稱一地兩檢為防疫缺口的預言成真。

## 保安漏洞
2019年12月，一名中國內地旅客乘坐高鐵抵達香港西九龍站後，沿路軌步行約10公里至葵涌一通風大樓後離開。譚文豪指乘客不經任何入境手續進入香港，反映高鐵香港段存在嚴重保安漏洞。

## 後續影響
- 「八十後」社運青年的一度冒起、多個民間青年社運組織成立，並有別於民主派的社運團體
- 五區公投（2010年5月17日）及2012年香港政治制度改革（2010年政改方案）
- 香港反高鐵撥款警民衝突
- 五區苦行
- 斯圖加特21
- 高鐵工程超支延誤事件
- 一地兩檢爭議
- 西九龍站內地口岸區實施